# Sylvia Eichner
Sylvia Eichner (Dresda, 6 giugno 1957) è un'ex nuotatrice tedesca orientale.

## Carriera
Specializzata nelle staffetta, ha vinto la medaglia d'argento ai Giochi Olimpici di Monaco di Baviera 1972 nella 4x100m stile libero.

## Palmarès
- Giochi olimpici estivi

Monaco di Baviera 1972: argento nella 4x100m stile libero.
- Mondiali

Belgrado 1973: oro nella 4x100m stile libero.